# Neculai Agachi
Neculai Agachi (* 23. Februar 1925 in Poduri, Kreis Bacău; † 1997 in Bukarest) war ein rumänischer Politiker der Rumänischen Kommunistischen Partei PCR (Partidul Comunist Român), der unter anderem zwischen 1969 und 1985 Minister für metallurgische Industrie war.

## Leben
Agachi absolvierte ein Studium im Fach Metallurgie am Polytechnischen Institut Bukarest (Institutul Politehnic din București) und war danach als Ingenieur für Metallurgie tätig. 1954 trat er der Rumänischen Kommunistischen Partei PCR (Partidul Comunist Român) bei und absolvierte zwischen 1963 und 1966 ein Studium an der Parteihochschule Ștefan Gheorghiu in Bukarest. Zugleich war er zwischen 1964 und 1968 Generaldirektor des Metallurgie-Kombinats in Hunedoara. Am 23. Mai 1965 wurde er Mitglied des Büros des Parteikomitees im Kreis Hunedoara. 1965 wurde er außerdem Mitglied der Großen Nationalversammlung (Marea Adunare Națională) und gehörte dieser bis 1989 an. Auf dem IX. Parteitag der PCR wurde er am 23. Juli 1965 Kandidat des ZK der PCR.
Nachdem Agachi zwischen dem 21. Dezember 1968 und dem 13. März 1969 Vize-Minister für metallurgische Industrie war, wurde er am 13. März 1969 als Nachfolger von Ion Marinescu Minister für metallurgische Industrie (Ministrul industriei metalurgice) im fünften Kabinett von Ministerpräsident Ion Gheorghe Maurer. Diesen Ministerposten bekleidete er bis zu seiner Ablösung durch Marin Enache am 17. Dezember 1985. Zugleich war er zwischen 1968 und 1974 Vizepräsident des Nationalrates der Sozialistischen Einheitsfront FUS (Frontul Unității Socialiste), die für die Aufstellung der Kandidatenlisten für die Große Nationalversammlung zuständig war. Am 12. August 1969 wurde er Mitglied des ZK der PCR und gehörte diesem bis zum XIV. Parteitag am 24. November 1989 an. 1975 wurde er zudem Mitglied des Obersten Rates für wirtschaftliche und soziale Entwicklung. Nachdem er 1985 Doktorand war, übernahm er zwischen dem 7. Februar 1986 und dem 12. Oktober 1988 den Posten als Erster Vizepräsident des Zentralrats für die Arbeitskontrolle der wirtschaftlichen und sozialen Aktivitäten.
Agachi war mit Maria Agachi-Ceaușescu verheiratet, einer jüngeren Schwester von Nicolae Ceaușescu.

## Ehrungen und Auszeichnungen (Auswahl)
- 1964: Ordinul Muncii (Orden der Arbeit) Zweiter Klasse
- 1965: Ordinul 23 August (Orden 23. August) Zweiter Klasse
- 1966: Ordinul Tudor Vladimirescu (Orden Tudor Vladimirescu) Fünfter Klasse
- 1968: Ordinul Steaua Republicii Socialiste România (Stern der Sozialistischen Republik Rumänien) Dritter Klasse
- 1975: Ordinul Steaua Republicii Socialiste România Zweiter Klasse
- 1981: Ordinul Muncii Erster Klasse